# Bellandur
Bellandur je jezero, které se nachází jihovýchodně od šestimilionového města Bengalúru v indickém státě Karnátaka. Rozkládá se na ploše necelých čtyř kilometrů čtverečních. Extrémně znečištěná voda v jezeře se postupně pokryla několik desítek centimetrů vysokou vrstvou toxické pěny, která se v květnu 2015 několikrát rozhořela.

## Znečištění
Jezero podle odborníků obsahuje splašky a dále směs chemických látek včetně fosforu, která pochází z nečištěných odpadů továren. Kvůli tomuto složení je obsah jezera náchylný k samovznícení. Bílá toxická pěna zdálky vypadá jako sněhová pokrývka.
V minulosti pomáhaly čištění vody v jezeře blízké mokřiny, které však pohltila nová zástavba.

## Důsledky
Požár jezera produkující mračna kouře vedl k uvolňování toxických látek do ovzduší, a tím k výraznému zhoršení životního prostředí u Bengalúru, které je třetím největším městem v Indii. U místních obyvatel vyvolává život u jezera alergické reakce včetně pálení kůže. Problémem je nejen výrazný zápach, ale také kusy pěny, které vítr roznáší vzduchem. Nejnáročnější je zde období monzunových dešťů, kdy kontaminovaná voda z jezera zalije blízké okolí.